# Parque natural nacional de Hetman
El Parque natural nacional de Hetman (en ucraniano: Гетьманський національний природний парк) es un parque nacional de Ucrania que se extiende a lo largo de las llanuras aluviales y terrazas de la margen derecha del río Vorskla. El parque está situado en el distrito administrativo (raión) de Ojtirka y en el de Trostianets en el óblast de Sumy.

## Topografía
El parque comienza en la frontera con Rusia, ya que el río Vorskla corre hacia el oeste y el sur, y sigue el río durante los 122 kilómetros de su longitud a través del óblast de Sumy. Hay algunos descansos breves entre sectores para carreteras o pueblos urbanizados. Allí el terreno es principalmente plano, con algunas colinas y quebradas.  

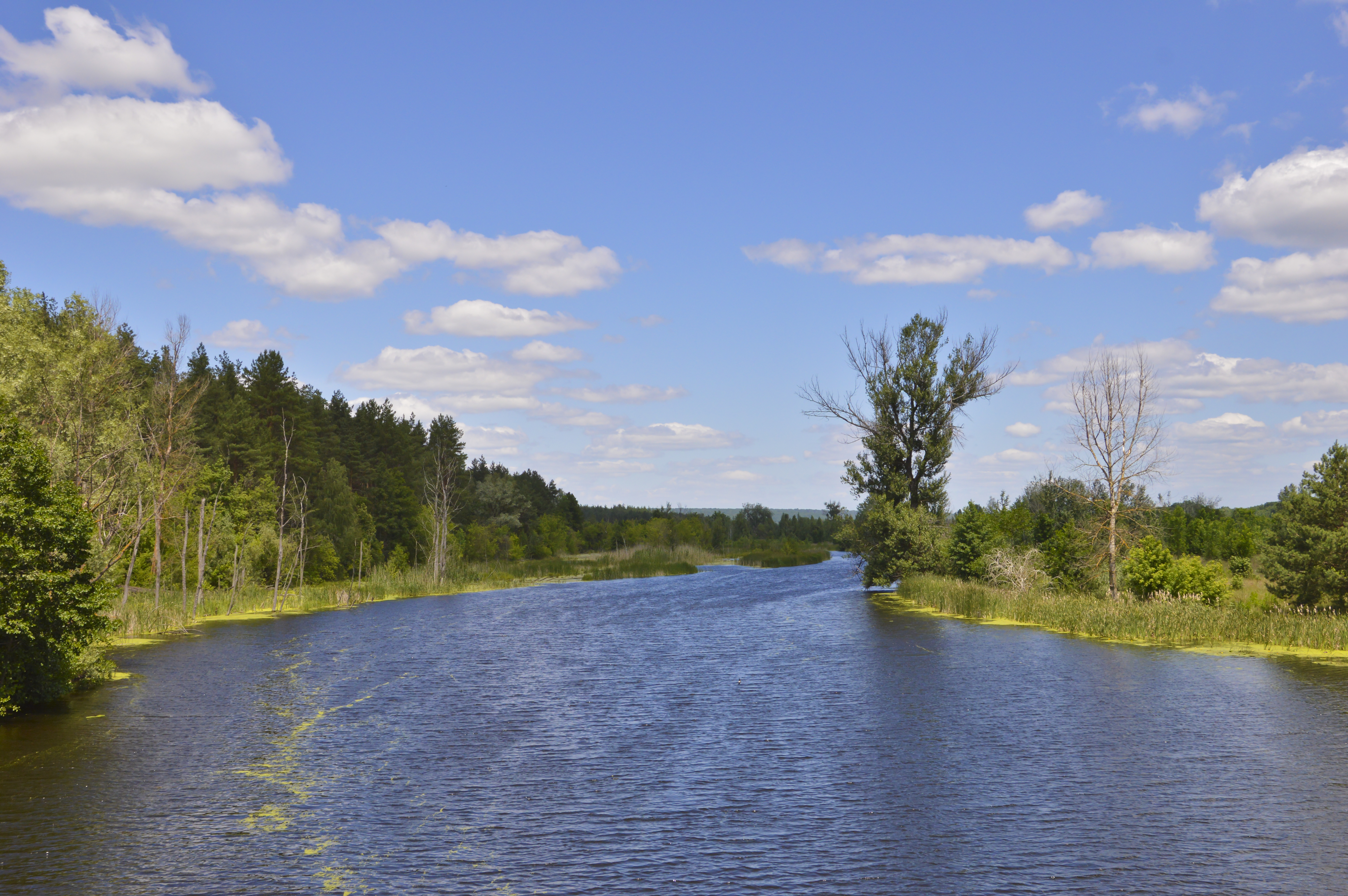
El río Vorskla a su paso por el parque

## Clima y ecorregión
El clima del parque es Clima continental húmedo, con verano cálido (clasificación climática de Köppen (Dfb)). Este clima se caracteriza por grandes diferencias de temperatura, tanto diurnas como estacionales,  con veranos cálidos e inviernos fríos y nevados.
El parque nacional de Hetman se encuentra en la ecorregión de la estepa forestal de Europa del Este, una franja de bosques irregulares y pastizales que se extiende desde el centro de Ucrania hasta los montes Urales.

## Flora y fauna
El valle del río sostiene humedales de llanuras aluviales y terrazas y comunidades florales de estepa forestal. Los árboles del bosque son en su mayoría robles, tilos, fresnos, álamos, sauces, cerezos,  pinos y abedules.

## Uso público
Hay disponibles rutas de senderismo y excursiones ecológicas guiadas, y rutas en kayak por el río. El parque apoya varios programas educativos para grupos escolares locales y campañas de educación pública relacionadas con la preservación de la naturaleza.

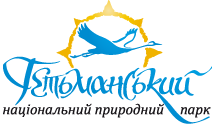
Logo del parque